# Casa Barbey (la Garriga)
Casa Barbey és un edifici del municipi de la Garriga (Vallès Oriental). Ubicada a la quarta mansana Raspall, junt amb la torre Iris, la Bombonera i la casa Antoni Barraquer, van ser declarades béns culturals d'interès nacional en 1997. És l'única de les quatre cases amb façana als quatre carrers, si bé l'accés principal és pel carrer Figueral. Construïda el 1910 per encàrrec de Juli Barbey Poinsard, és considerada l'obra més important del període modernista de Joaquim Raspall per la seva qualitat arquitectònica i per l'embelliment de tots els elements.
La Casa Barbey (1910-1911) és l'obra màxima i més coneguda de Raspall per la grandiositat i qualitat arquitectònica que té i pel conjunt d'elements decoratius que conté -tant interiors com exteriors-. És formada per semisoterrani, planta baixa, pis i sota coberta, amb una Torre de planta rectangular en un angle. És centrada per un espaiós vestíbul on hi ha una gran escala. La coberta és complexa i conté ceràmica vidrada en verd i caramel, que fa figures geomètriques. Els murs són formats per un sòcol de pedra irregular, coronat per una sanefa de ceràmica vidrada, i per paraments estucats en color ocre. Al capcer de la façana sud hi ha un rellotge de sol i a la façana de ponent un sant Jordi, ambdós de trencadís. L'interior és profusament decorat: sòcols, arrambadors, llars de foc, columnes de trencadís, capitells de ceràmica, sostres de guix, pintures, vitralls emplomats, paviments, mobiliari, llums.

## Descripció

### Exterior
Es tracta d'una casa de nova planta composta de semi-soterrani, planta baixa, planta i golfes, amb una torre mirador de planta irregular que s'aixeca a la cantonada nord-est, amb coberta de dos vessants i rematada al carener per amb una crestallera de ferro forjat. A la coberta, feta de teules vidriades de diferents colors, hi ha una xemeneia revestida de ceràmica.
Respon a la tipologia de planta concentrada, amb amplis vestíbuls a les dues plantes i una singular escala central de barana de ferro en paràbola que reforça la interessant interrelació espacial. Destaquen, com a element decoratiu, les columnes amb capitells florals i els arrambadors.
A l'exterior, fins a la planta baixa està acabada en carreus de granit i la resta està estucada en color rosa amb detalls ceràmics impostats.

### Interior

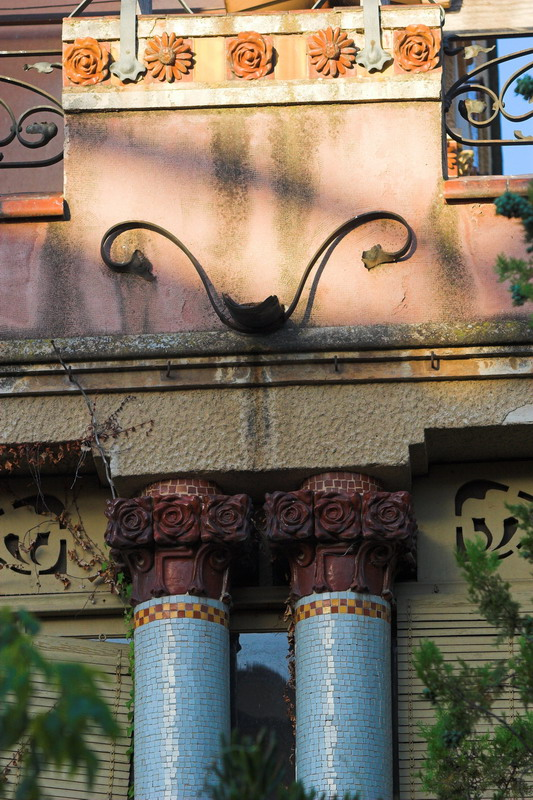
Detalls dels treballs combinats de ceràmica, mosaic i forja

Encarregada com a segona residència per Juli Barbey i Poinsard, industrial textil i polític català, està plena d'elements al·legòrics al pensament catalanista, com ara, la llar de foc en ceràmica i forja amb un vers de l'Emigrant de Verdaguer i l'escut de Catalunya; a l'exterior el Sant Jordi, totes elles són obres de Lluís Brú i Salelles, a partir d'un dibuix de Josep Triadó i Mayol.
A l'exterior, hi ha un rellotge de sol a la façana sud; el brollador del jardí amb escultures de cargols; la font de la pista de tennis, a la banda del Passeig; la gàbia d'ocells, l'escultura de ceràmica del pantocràtor; el fanal situat al porxo de la casa; les jardineres ceràmiques subjectades per una forja modernista en coup de fouet.
A l'interior també hi trobem la llum de sobretaula del menjador; la pintura mural (tema platja de Sitges) situada a la pared oest del menjador, obra de Josep Triadó i Mayol; la barana i la làmpada de peu de l'escala del distribuïdor; la salamandra al primer pis; el conjunt de vitralls emplomats presents arreu i els sostres estucats amb temes florals.

### Jardí

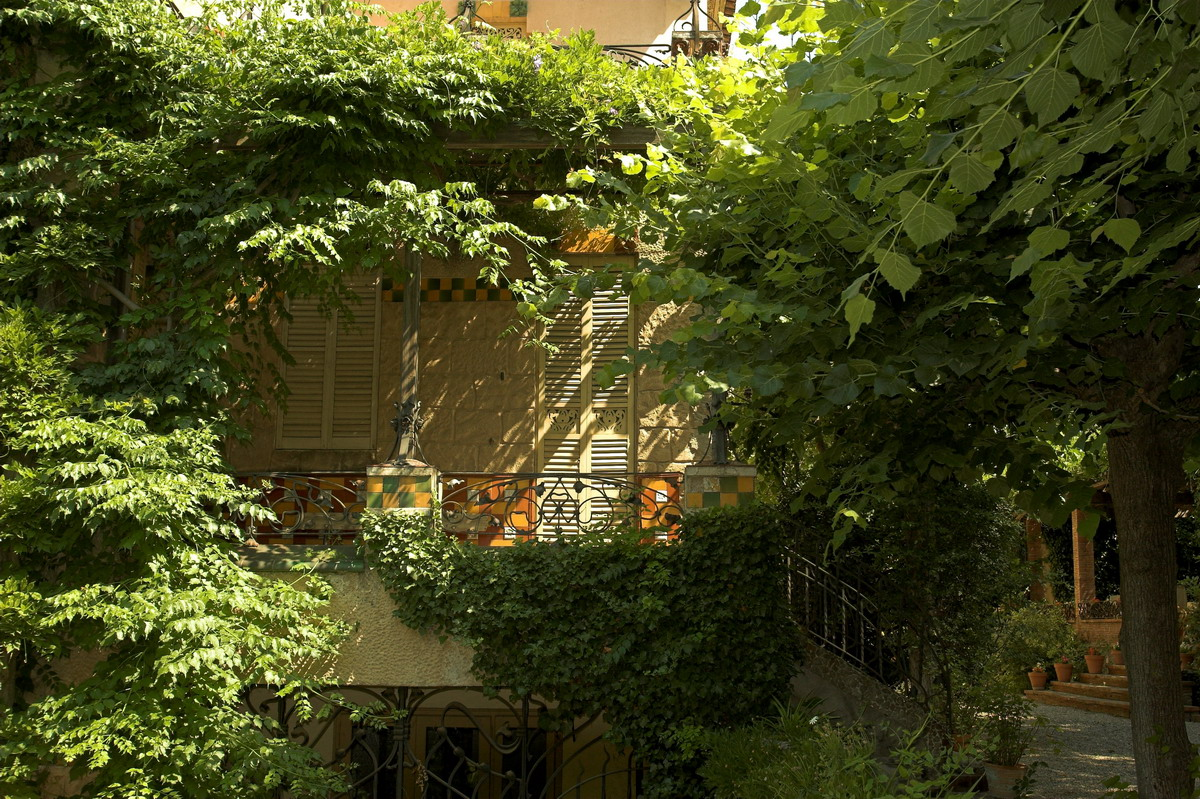
Façana sud, a on està la part més ampla del jardí, protegida del sol.

El jardí és una peça fonamental en el conjunt d'una casa d'estiueig. L'activitat a l'estiu es feia fora i calia que fos fresc, amb zones d'intimitat i, a la vegada, visible des de l'exterior per denotar la categoria del propietari (aquest funció l'acompleix l'accés principal). D'altra banda, els jardins modernistes consumien poca aigua -recurs molt escàs- i es dissenyaven generant ombres amb arbres caducifolis i enfiladisses. El terra era de graveta per permetre passejar i evitar que es fes fang s plovia. Era costum tenir punts d'aigua, fonts i brolladors que ampliessin la sensació de frescor. En el jardí també trobem un espai en forma de galeria amb bancs i totalment arrecerat del sol i de la vista exterior a la zona est, junt a la pista de tennis.
Com a altres cases de Raspall, la tanca del jardí forma part del lluïment dels artesans. A la casa Barbey cada tram de tanca entre pilars forma una suau curvatura decorada amb trencadís tricolor en degradat que passa del blanc al torrat. Les reixes són una excel·lent mostra de la forja modernista amb motius florals i figures en coup de fouet.

## Illa de cases Raspall
El conjunt anomenat "illa de cases Raspall" de la Garriga és format per la casa Barbey, la torre Iris, la casa Barraquer i la Bombonera, edificis modernistes fets per l'arquitecte Manuel J. Raspall i Mayol en un període relativament curt, que coincideix alhora amb el moment de més esplendor de l'arquitecte i de més auge d'estiuejants al Vallès. Els quatre edificis tenen una unitat estilística evident, reforçada per la tanca que envolta el jardí i dona una certa unitat. Raspall va assignar a cada casa de l'illa un color distintiu: rosa per la Barbey; groc per la torre Iris; verd per la Bombonera i blau per la casa Antoni Barraquer.
La casa Barbey, obra màxima i més coneguda de Raspall per la seva qualitat arquitectònica i pels elements decoratius, és assentada sobre un sòcol de pedres de grans dimensions, coronat per una greca de ceràmica, consta de semisoterrani, planta baixa i dos pisos, amb diferents nivells de teulades i una torre, més elevada (un pis més) en un angle. Hi abunda la ceràmica de trencadís, la rajola de valència, els estucs i els vitralls, així com treballs de forja
La torre Iris, amb soterrani, planta baixa, pis i golfes, i una torre més elevada, és assentada també sobre un sòcol de pedra, continuació de la tanca del jardí. Es tracta de l'obra més elegant de l'arquitecte, on es conjuguen el color blanc amb el crema i el groc. La façana és parcialment coberta d'esgrafiats. Els balcons són de ferro forjat i les cobertes de teula vidriada
La bombonera, edifici concebut entre mitgeres per bé que encara aïllat, té també un cos més elevat o torre, coronat per una coberta sinuosa de cairons vidriats. Està assentada sobre un sòcol de pedra acabat en perfil de rajoles quadriculades blanques i verdes, combinació que es repeteix en altres punts de la casa. Els treballs de forja tenen un excel·lent exponent en el fanal que fa costat a l'escala d'accés. Alguns esgrafiats amb temes florals encerclen obertures
La casa Barraquer, més moderna que la resta és també de concepció i ornamentació més simple propera a l'estètica sezessionista. Manté, però, una estructura similar a les altres cases que formen l'Illa Raspall. Els elements ceràmics i els esgrafiats alternen els colors blancs i blaus
El ric cromatisme d'aquest conjunt, bastit per un sol arquitecte en un període molt breu, esdevé una aportació important al modernisme.

## Història
Les cases Raspall formen un conjunt únic en la història de l'arquitectura modernista al nostre país. Es tracta de quatre edificis aïllats, situats a la mateixa illa de cases -l'anomenada Mansana Raspall-, construïts per l'arquitecte Manuel Raspall entre 1910 i 1913. Els quatre edificis tenen una evident unitat estilística, reforçada per les tanques dels jardins, que utilitzen un mateix llenguatge: pedra irregular, trencadís i forja, tot de línies sinuoses. Les Cases Raspall són molt representatives de l'obra de la primera etapa d'aquest arquitecte, que pertany a la segona generació d'arquitectes modernistes, i són la porta d'entrada del llarg passeig de plàtans, on hi ha els edificis modernistes més importants de la població.
Els promotors de les cases Barbey i Barraquer van ser membres destacats de la burgesia barcelonina, que les feren construir com a segona residència. La Bombonera i la Torre Iris van ser edificades per la garriguenca Cecília Reig Argelagós, que les llogà com a segona residència.

## Galeria

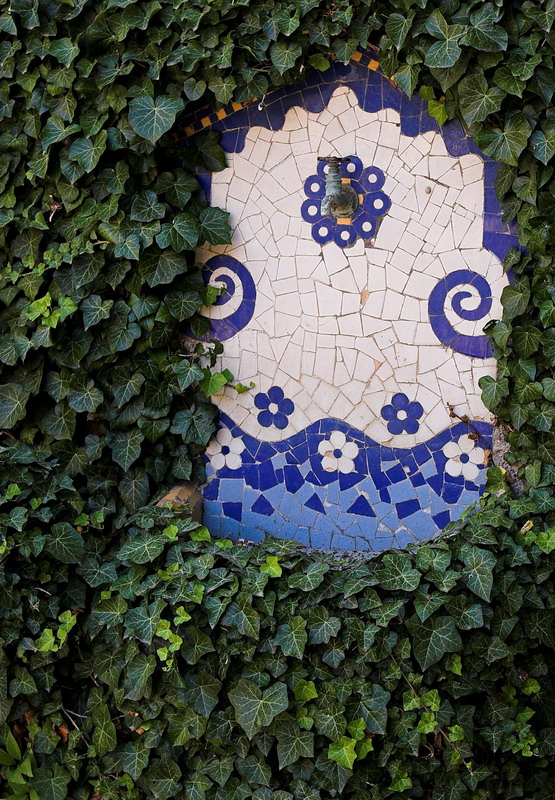
Font de la pista de tennis
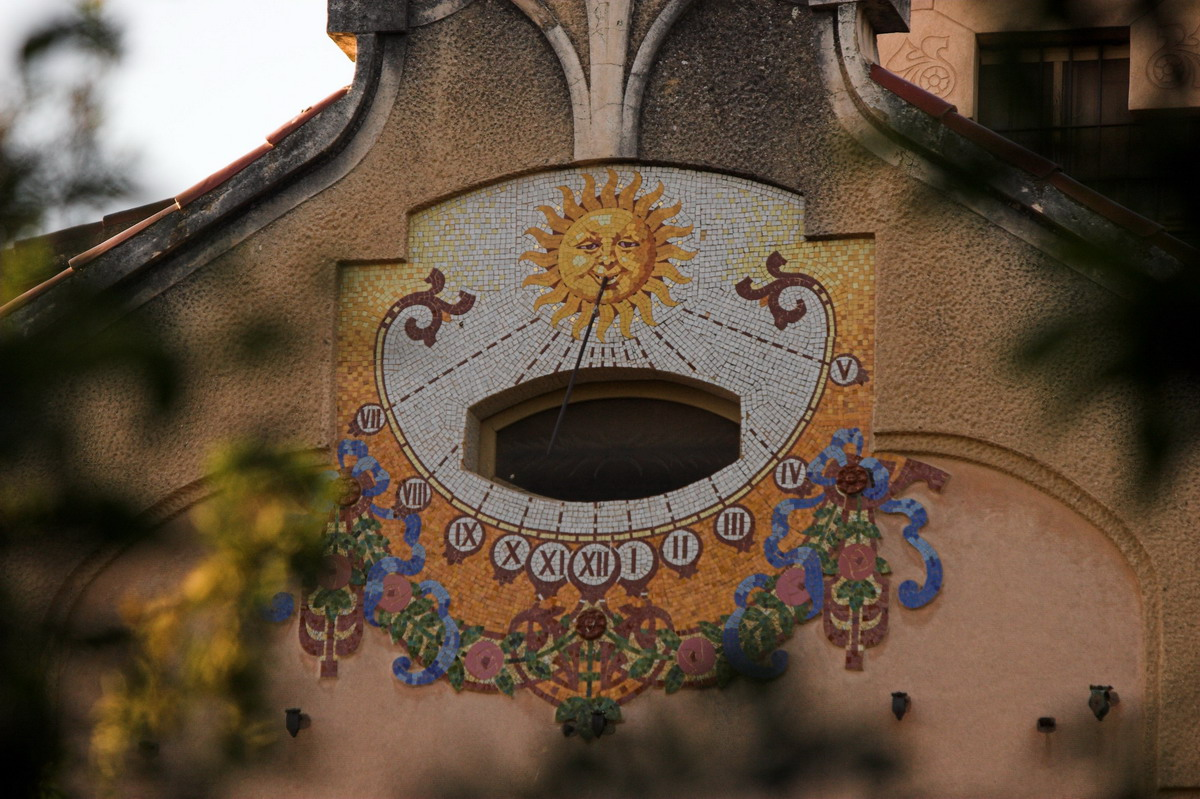
Rellotge de sol
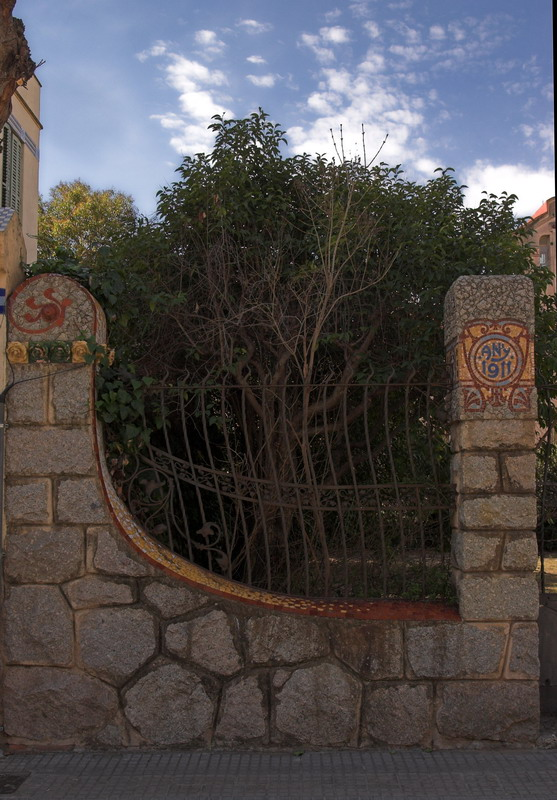
Tanca del carrer
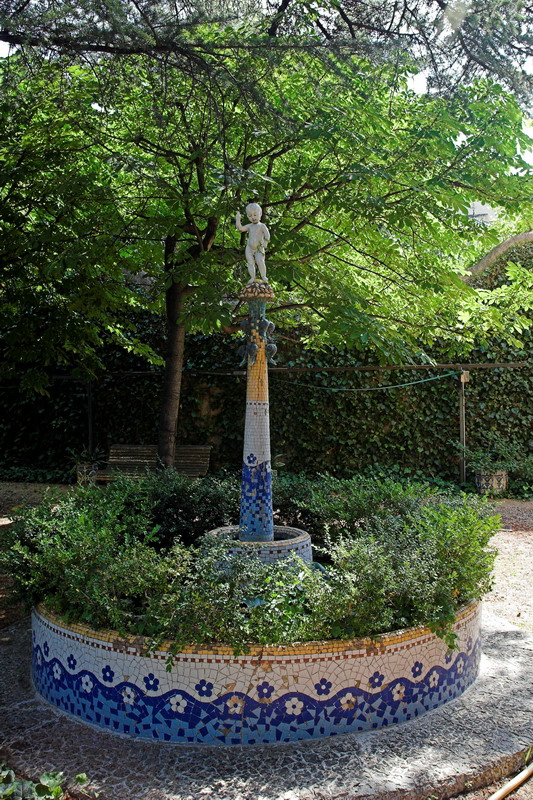
Font amb brolladors en forma de cargol
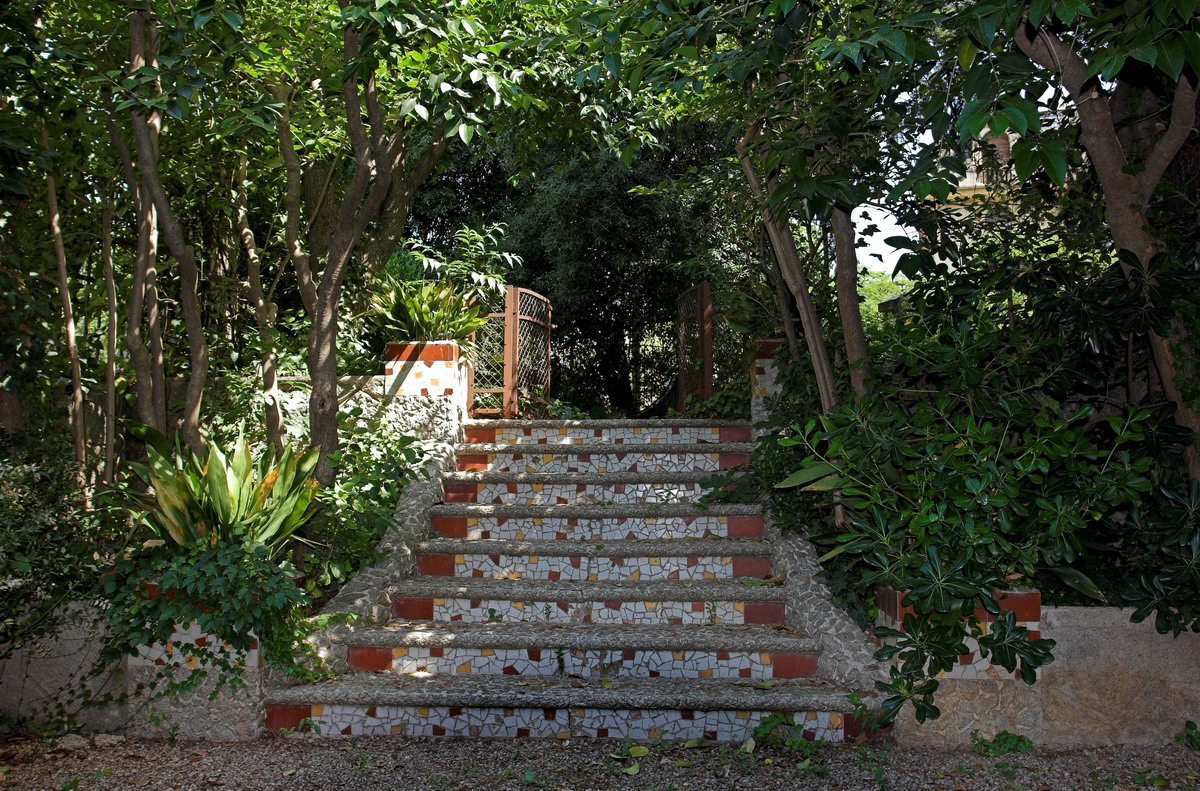
Escala de trencadís per accedir al jardí
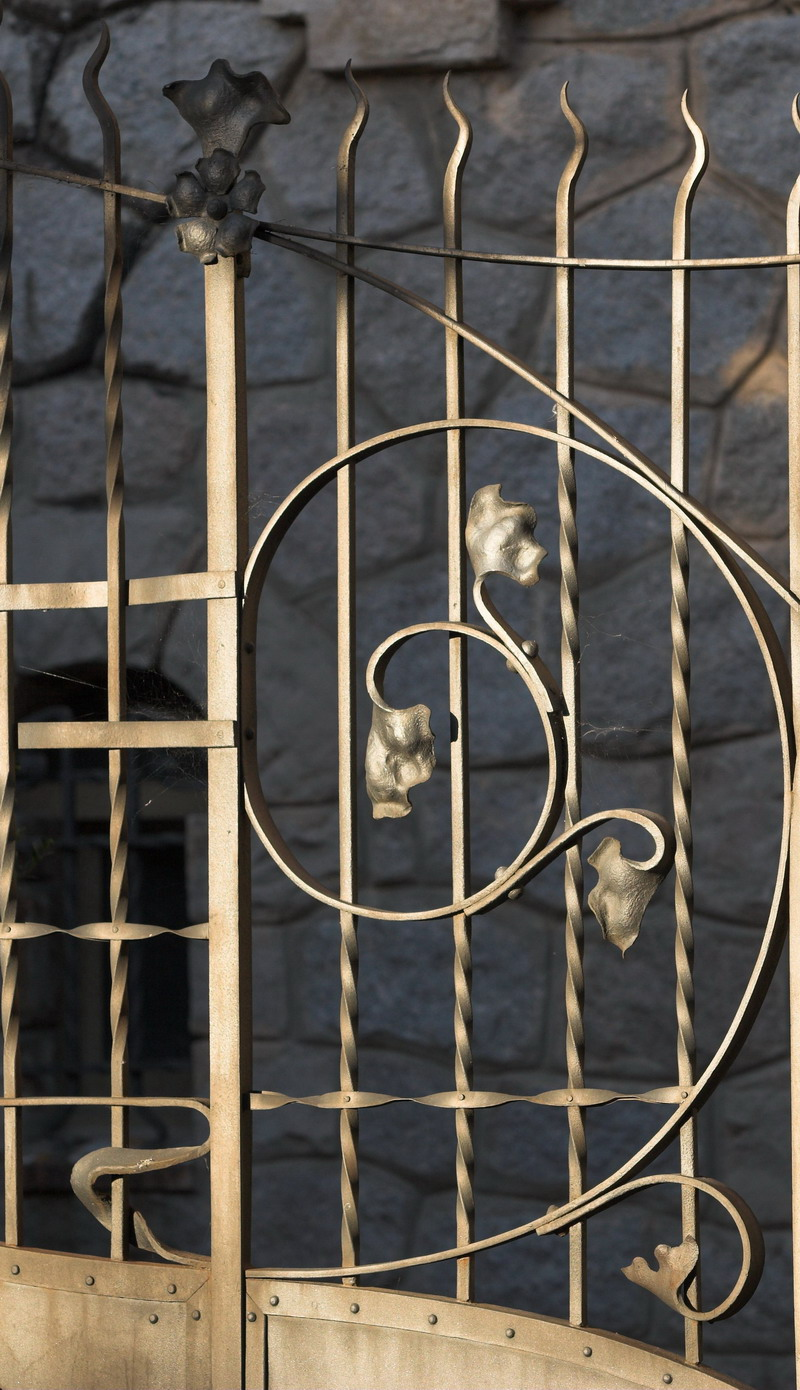
Coup de fouet a la reixa de la porta de serveis